# Дуга превлака
46° 41′ 00″ N 37° 44′ 00″ E / 46.68333° С; 37.73333° И
Дуга превлака (рус. Долгая коса) акумулативна је пешчана превлака на источној обали Азовског мора. Административно припада Јејском рејону Краснодарске Покрајине Русије. Представља западни продужетак Јејског полуострва. Одваја Таганрошки залив од отвореног мора.  
Тренутна дужина превлаке је око 9,5 км, а услед утицаја морских таласа и ветрова њена дужина се константно мења (средином прошлог века њена дужина је достизала и до 17 километара). На превлаци се гнезде бројне колоније корморана и галебова због чега она има статус заштићеног споменика природе. 
Источно од превлаке налази се село Должанска са око 7.000 становника. 